# Chiton discolor
Chiton discolor är en blötdjursart som beskrevs av Souverbie 1866. Chiton discolor ingår i släktet Chiton och familjen Chitonidae.
Artens utbredningsområde är Nya Kaledonien. Inga underarter finns listade i Catalogue of Life.